# Campeonato Uruguaio de Futebol de 2004
O Campeonato Uruguaio de Futebol de 2004 foi a 73ª edição da era profissional do Campeonato Uruguaio. Após bater o Nacional na final, o Danubio sagrou-se campeão.

## Sistema de disputa
No torneio de 2004 se manteve o sistema de disputa instaurado na temporada de 2001, com uma exceção na pontuação dos grupos do Torneio Classificatório.

### Torneio Classificatório
Este torneio de caráter classificatório, como indica seu nome, seria disputado pelas 18 equipes da Primeira Divisão durante o primeiro semestre de 2004 em um turno, no sistema de todos contra todos. As 10 equipes melhor colocadas jogariam na segunda metade de 2004 os torneios Apertura e Clausura.
Regras de classificação
- O primeiro time na colocação do Torneio Classificatório disputaria a Copa Libertadores da América de 2005;
- As 10 melhores equipes se classificariam à Zona do Campeonato, contudo:
  - Se somente uma equipe do interior estivesse entre os 10 primeiros, o segundo melhor do interior jogaria uma partida com o pior time de Montevidéu do "Top 10", desde que a diferença entre eles não seja maior do que 5 pontos;
  - Se nenhum clube do interior estivesse entre os 10 primeiros, as 2 equipes do interior melhor colocadas jogariam um quadrangular com os 2 piores times de Montevidéu do "Top 10", desde que a diferença entre eles não seja maior do que 5 pontos;
  - Se mais de 3 equipes do interior estiverem entre os 10 primeiros, somente as 3 melhores se classificariam, sendo que o lugar dos demais times do interior, seria ocupado pelos melhores clubes de Montevidéu que não estivessem no "Top 10".
- As equipes que não se classificariam, teriam de disputar o Reclassificatório.

### Zona do Campeonato (Apertura e Clausura) e Reclassificatório
Durante o segundo semestre de 2004 seria disputada a Zona do Campeonato, através dos Torneios Apertura e Clausura, e paralelamente, o Reclassificatório.
Para o Reclassificatório, as 8 equipes que o jogariam, arrastariam os pontos obtidos no Torneio Classificatório e disputariam um turno no sistema de todos contra todos. Os 2 melhores clubes se classificariam à Liguilla Pré-Libertadores da América, e seriam rebaixados à Segunda Divisão:
- O pior time colocado da capital Montevidéu;
- O pior time colocado do interior;
- O pior time colocado depois dos anteriores.

Por outro lado, as dez equipes que disputariam o título do Campeonato Uruguaio, jogariam separadamente os Torneios Apertura e Clausura sem arrastar os pontos do Torneio Classificatório. Finalmente, os ganhadores de ambos os torneios disputaram a final para definir o campeão uruguaio de 2004.

## Torneio Classificatório
O Torneio Classificatório começou em 19 de março e terminou em 29 de agosto.
| Pos | Equipe               | Pts | J  | V  | E | D  | GP | GC | SG  |
| --- | -------------------- | --- | -- | -- | - | -- | -- | -- | --- |
| 1º  | Danubio              | 41  | 17 | 12 | 5 | 0  | 32 | 11 | 21  |
| 2º  | Cerrito              | 33  | 17 | 10 | 3 | 4  | 25 | 17 | 8   |
| 3º  | Peñarol              | 32  | 17 | 9  | 5 | 3  | 34 | 17 | 17  |
| 4º  | Nacional             | 29  | 17 | 8  | 5 | 4  | 26 | 15 | 11  |
| 5º  | Liverpool            | 29  | 17 | 8  | 5 | 4  | 24 | 19 | 5   |
| 6º  | Rentistas            | 25  | 17 | 6  | 7 | 4  | 23 | 18 | 5   |
| 7º  | Montevideo Wanderers | 25  | 17 | 7  | 4 | 6  | 15 | 18 | -3  |
| 8º  | Fénix                | 24  | 17 | 6  | 6 | 5  | 27 | 21 | 6   |
| 9º  | Defensor Sporting    | 22  | 17 | 5  | 7 | 5  | 22 | 24 | -2  |
| 10º | Cerro                | 22  | 17 | 7  | 1 | 9  | 21 | 26 | -5  |
| 11º | Miramar Misiones     | 21  | 17 | 5  | 6 | 6  | 24 | 25 | -1  |
| 12º | Plaza Colonia        | 18  | 17 | 3  | 9 | 5  | 29 | 32 | -3  |
| 13º | Deportivo Colonia    | 18  | 17 | 3  | 9 | 5  | 19 | 24 | -5  |
| 14º | Rocha                | 17  | 17 | 3  | 8 | 6  | 22 | 33 | -11 |
| 15º | Bella Vista          | 16  | 17 | 4  | 4 | 9  | 15 | 26 | -11 |
| 16º | Tacuarembó           | 13  | 17 | 3  | 4 | 10 | 18 | 28 | -10 |
| 17º | Central Español      | 12  | 17 | 2  | 6 | 9  | 14 | 25 | -11 |
| 18º | Deportivo Maldonado  | 11  | 17 | 1  | 8 | 8  | 12 | 23 | -11 |

|  | Classificado à Zona do Campeonato e à Libertadores de 2005. |
|  | Classificados à Zona do Campeonato.                         |
|  | Disputam a repescagem por duas vagas à Zona do Campeonato.  |
|  | Disputam o Reclassificatório.                               |

### Repescagem
A Repescagem começou em 1º de setembro e terminou dia 7 do mesmo mês.
| Pos | Equipe            | Pts | J | V | E | D | GP | GC | SG |
| --- | ----------------- | --- | - | - | - | - | -- | -- | -- |
| 1º  | Defensor Sporting | 5   | 3 | 1 | 2 | 0 | 3  | 1  | 2  |
| 2º  | Plaza Colonia     | 5   | 3 | 1 | 2 | 0 | 2  | 1  | 1  |
| 3º  | Cerro             | 3   | 3 | 0 | 3 | 0 | 0  | 0  | 0  |
| 4º  | Deportivo Colonia | 1   | 3 | 0 | 1 | 2 | 0  | 3  | -3 |

|  | Classificados à Zona do Campeonato. |
|  | Disputam o Reclassificatório.       |

## Zona do Campeonato

### Torneio Apertura
O Torneio Apertura começou em 11 de setembro e terminou em 31 de outubro.
| Pos | Equipe               | Pts | J | V | E | D | GP | GC | SG  |
| --- | -------------------- | --- | - | - | - | - | -- | -- | --- |
| 1º  | Nacional             | 21  | 9 | 6 | 3 | 0 | 17 | 6  | 11  |
| 2º  | Defensor Sporting    | 20  | 9 | 6 | 2 | 1 | 18 | 7  | 11  |
| 3º  | Danubio              | 18  | 9 | 5 | 3 | 1 | 11 | 5  | 6   |
| 4º  | Liverpool            | 13  | 9 | 3 | 4 | 2 | 13 | 15 | -2  |
| 5º  | Peñarol              | 12  | 9 | 3 | 3 | 3 | 16 | 14 | 2   |
| 6º  | Rentistas            | 11  | 9 | 3 | 2 | 4 | 13 | 13 | 0   |
| 7º  | Plaza Colonia        | 7   | 9 | 1 | 4 | 4 | 8  | 12 | -4  |
| 8º  | Cerrito              | 7   | 9 | 2 | 1 | 6 | 8  | 14 | -6  |
| 9º  | Montevideo Wanderers | 7   | 9 | 1 | 4 | 4 | 7  | 13 | -6  |
| 10º | Fénix                | 4   | 9 | 0 | 4 | 5 | 7  | 19 | -12 |

|  | Campeão do Torneio Apertura e classificado à final. |

### Torneio Clausura
O Torneio Clausura começou em 2 de novembro e terminou em 8 de dezembro.
| Pos | Equipe               | Pts | J | V | E | D | GP | GC | SG |
| --- | -------------------- | --- | - | - | - | - | -- | -- | -- |
| 1º  | Danubio              | 22  | 9 | 7 | 1 | 1 | 17 | 6  | 11 |
| 2º  | Defensor Sporting    | 19  | 9 | 5 | 4 | 0 | 10 | 4  | 6  |
| 3º  | Nacional             | 15  | 9 | 4 | 3 | 2 | 18 | 12 | 6  |
| 4º  | Liverpool            | 15  | 9 | 5 | 0 | 4 | 17 | 12 | 5  |
| 5º  | Peñarol              | 14  | 9 | 4 | 2 | 3 | 16 | 18 | -2 |
| 6º  | Rentistas            | 10  | 9 | 2 | 4 | 3 | 8  | 17 | -9 |
| 7º  | Fénix                | 9   | 9 | 2 | 3 | 4 | 16 | 16 | 0  |
| 8º  | Montevideo Wanderers | 9   | 9 | 2 | 3 | 4 | 6  | 9  | -3 |
| 9º  | Cerrito              | 8   | 9 | 2 | 2 | 5 | 11 | 16 | -5 |
| 10º | Plaza Colonia        | 2   | 9 | 0 | 2 | 7 | 7  | 16 | -9 |

|  | Campeão do Torneio Clausura e classificado à final. |

### Final

#### Primeira partida
| {{{data}}} | Nacional                                   | 4 – 1                         | Danubio   | Estádio Centenário, Montevidéu            |
|            | Ligüera 32' · Méndez 41', 45' · Coelho 85' | data = 12 de dezembro de 2004 | Risso 26' | Público: 60 000 Árbitro: Fernando Cabrera |

#### Segunda partida
| {{{data}}} | Danubio       | 1 – 0                         | Nacional | Estádio Jardines del Hipódromo, Montevidéu |
|            | Perrone 90+3' | data = 15 de dezembro de 2004 |          | Público: 10 000 Árbitro: Roberto Silvera   |

O Danubio foi coroado campeão por ter vencido o Torneio Classificatório e a tabela anual.
Danubio classificado à Copa Libertadores da América e à Copa Sul-Americana de 2005.
Nacional classificado à Copa Libertadores da América de 2005.

## Reclassificatório
O Reclassificatório começou em 11 de setembro e terminou em 4 de dezembro.
| Pos | Equipe              | Pts | J  | V  | E  | D  | GP | GC | SG  |
| --- | ------------------- | --- | -- | -- | -- | -- | -- | -- | --- |
| 11º | Tacuarembó          | 43  | 31 | 12 | 7  | 12 | 42 | 39 | 3   |
| 12º | Miramar Misiones    | 39  | 31 | 9  | 12 | 10 | 47 | 51 | -4  |
| 13º | Deportivo Colonia   | 37  | 31 | 7  | 16 | 8  | 38 | 44 | -6  |
| 14º | Rocha               | 35  | 31 | 8  | 11 | 12 | 41 | 51 | -10 |
| 15º | Cerro               | 34  | 31 | 9  | 7  | 15 | 36 | 46 | -10 |
| 16º | Central Español     | 33  | 31 | 7  | 12 | 12 | 30 | 36 | -6  |
| 17º | Bella Vista         | 29  | 31 | 7  | 8  | 16 | 33 | 51 | -18 |
| 18º | Deportivo Maldonado | 28  | 31 | 5  | 13 | 13 | 34 | 48 | -14 |

|  | Classificados à repescagem da Liguilla Pré-Libertadores.    |
|  | Rebaixado à Segunda Divisão.                                |
|  | Rebaixado à Segunda Divisão como o pior time de Montevidéu. |
|  | Rebaixado à Segunda Divisão como o pior time do interior.   |

Promovidos para a próxima temporada: River Plate, Rampla Juniors e Paysandú FC.

## Artilharia
Para definir a artilharia do Campeonato Uruguaio de 2004 foram somados os gols anotados na tabela geral do Torneio Classificatório, na repescagem, nos Torneios Apertura e Clausura da Zona do Campeonato, no Reclassificatório e na final da competição.
| Jogador           | Equipe            | Gols |
| ----------------- | ----------------- | ---- |
| Alexander Medina  | Nacional          | 26   |
| Carlos Bueno      | Peñarol           | 26   |
| Gonzalo Vargas    | Defensor Sporting | 20   |
| Leonardo Medina   | Liverpool         | 19   |
| Pedro Cardoso     | Rocha             | 18   |
| Everaldo Ferreira | Cerrito           | 17   |
| Miguel Ximénez    | Plaza Colonia     | 17   |

## Tabela anual
A tabela anual se compôs de uma soma dos pontos obtidos na tabela geral do Torneio Classificatório (somente entre as equipes que iriam compor a tabela anual) e nos Torneios Apertura e Clausura da Zona do Campeonato. Os 6 times melhor posicionados (com exceção de Danubio e Nacional, já classificados à Copa Libertadores da América de 2005) disputariam a Liguilla Pré-Libertadores da América, entrando diretamente nas quartas-de-final. Os 2 clubes pior colocados, jogariam uma repescagem com Tacuarembó e Miramar Misiones, primeiro e segundo no Reclassificatório, respectivamente, para decidir as outras 2 equipes classificadas às quartas-de-final da Liguilla Pré-Libertadores.
| Pos | Equipe               | Pts | J  | V  | E  | D  | GP | GC | SG  |
| --- | -------------------- | --- | -- | -- | -- | -- | -- | -- | --- |
| 1º  | Danubio              | 61  | 27 | 18 | 7  | 2  | 40 | 11 | 29  |
| 2º  | Defensor Sporting    | 49  | 27 | 13 | 10 | 4  | 43 | 29 | 14  |
| 3º  | Nacional             | 45  | 27 | 12 | 9  | 6  | 43 | 25 | 18  |
| 4º  | Peñarol              | 44  | 27 | 12 | 8  | 7  | 51 | 41 | 10  |
| 5º  | Liverpool            | 41  | 27 | 12 | 5  | 10 | 44 | 42 | 2   |
| 6º  | Rentistas            | 28  | 27 | 6  | 10 | 11 | 29 | 43 | -14 |
| 7º  | Montevideo Wanderers | 27  | 27 | 6  | 9  | 12 | 18 | 34 | -16 |
| 8º  | Cerrito              | 26  | 27 | 7  | 5  | 15 | 30 | 45 | -15 |
| 9º  | Fénix                | 24  | 27 | 5  | 9  | 13 | 35 | 47 | -12 |
| 10º | Plaza Colonia        | 18  | 27 | 2  | 12 | 13 | 28 | 44 | -16 |

|  | Classificados às quartas-de-final da Liguilla Pré-Libertadores. |
|  | Classificados à repescagem da Liguilla Pré-Libertadores.        |

## Liguilla Pré-Libertadores da América
A Liguilla Pré-Libertadores da América de 2004 foi a 31ª edição da história da Liguilla Pré-Libertadores, competição disputada entre as temporadas de 1974 e 2008–09, a fim de definir quais seriam os clubes representantes do futebol uruguaio nas competições da CONMEBOL. O torneio de 2004 consistiu em uma competição no sistema de mata-mata, onde seis equipes já estavam nas quartas-de-final e esperaram a repescagem entre quatro clubes, em que dois passariam para completar os oito times da fase final. O vencedor foi o Peñarol, que obteve seu 12º título da Liguilla.

### Repescagem da Liguilla
| Pos | Equipe           | Pts | J | V | E | D | GP | GC | SG |
| --- | ---------------- | --- | - | - | - | - | -- | -- | -- |
| 1º  | Tacuarembó       | 7   | 3 | 2 | 1 | 0 | 2  | 0  | 2  |
| 2º  | Fénix            | 6   | 3 | 2 | 0 | 1 | 5  | 1  | 4  |
| 3º  | Miramar Misiones | 2   | 3 | 0 | 2 | 1 | 1  | 3  | -2 |
| 4º  | Plaza Colonia    | 1   | 3 | 0 | 1 | 2 | 1  | 5  | -4 |

|  | Classificados às quartas-de-final da Liguilla. |

### Quartas-de-final da Liguilla

#### Jogos de ida(3 de janeiro de 2005)
| {{{data}}} | Fénix | 2 – 2  | Defensor Sporting |  |
|            |       | data = |                   |  |

| {{{data}}} | Tacuarembó | 0 – 2  | Peñarol |  |
|            |            | data = |         |  |

| {{{data}}} | Cerrito | 2 – 1  | Liverpool |  |
|            |         | data = |           |  |

| {{{data}}} | Montevideo Wanderers | 0 – 1  | Rentistas |  |
|            |                      | data = |           |  |

#### Jogos de volta(6 de janeiro de 2005)
| {{{data}}} | Defensor Sporting | 1 – 0  | Fénix |  |
|            |                   | data = |       |  |

| {{{data}}} | Peñarol | 1 – 1  | Tacuarembó |  |
|            |         | data = |            |  |

| {{{data}}} | Liverpool | 2 – 1 (pro) | Cerrito |  |
|            |           | data =      |         |  |

|  |     | Penalidades |
|  | 3–4 |             |

| {{{data}}} | Rentistas | 1 – 1  | Montevideo Wanderers |  |
|            |           | data = |                      |  |

### Semifinais da Liguilla

#### Jogos de ida(9 de janeiro de 2005)
| {{{data}}} | Rentistas | 0 – 1  | Defensor Sporting |  |
|            |           | data = |                   |  |

| {{{data}}} | Cerrito | 2 – 2  | Peñarol |  |
|            |         | data = |         |  |

#### Jogos de volta(12 de janeiro de 2005)
| {{{data}}} | Defensor Sporting | 4 – 1  | Rentistas |  |
|            |                   | data = |           |  |

| {{{data}}} | Peñarol | 1 – 0  | Cerrito |  |
|            |         | data = |         |  |

### Final da Liguilla

#### Jogo de ida(16 de janeiro de 2005)
| {{{data}}} | Peñarol              | 2 – 1  | Defensor Sporting |  |
|            | Bueno 62' (pen.) 64' | data = | Rodríguez 55'     |  |

#### Jogo de volta(19 de janeiro de 2005)
| {{{data}}} | Defensor Sporting             | 2 – 2  | Peñarol                    |  |
|            | Rodríguez 40' · Semperena 44' | data = | Pizzichillo 2' · Diogo 83' |  |

### Clubes classificados às competições da CONMEBOL

#### Copa Libertadores da América de 2005
|   | Equipe   | Classificação                 |
| - | -------- | ----------------------------- |
| 1 | Danubio  | Campeão Uruguaio de 2004      |
| 2 | Nacional | Vice-campeão Uruguaio de 2004 |
| 3 | Peñarol  | Campeão da Liguilla de 2004   |

#### Copa Sul-Americana de 2005
|   | Equipe            | Classificação                    |
| - | ----------------- | -------------------------------- |
| 1 | Danubio           | Campeão Uruguaio de 2004         |
| 2 | Defensor Sporting | Vice-campeão da Liguilla de 2004 |

## Premiação
| Campeonato Uruguaio de 2004 |
| --------------------------- |
| Danubio Campeão (2º título) |